# Ronnie Simpson
Ronnie Simpson (21. října 1930, Glasgow – 19. dubna 2004, Edinburgh) byl skotský fotbalový brankář. Jeho otec Jimmy Simpson hrál ve třicátých letech dvacátého století za Rangers FC a Dundee United FC na pozici středního záložníka.

## Klubová kariéra
Chytal skotskou ligu za Celtic FC, Queen's Park FC, Third Lanark AC a Hibernian FC, nastoupil ve 304 utkáních v první lize a ve 36 utkáních v druhé lize. V anglické první divizi chytal za Newcastle United FC, nastoupil ve 262 ligových utkáních. V Poháru mistrů evropských zemí nastoupil ve 13 utkáních, v Poháru vítězů pohárů nastoupil v 8 utkáních, v Poháru UEFA nastoupil v 16 utkáních a v Interkontinentálním poháru nastoupil v 1 utkání. V letech 1966 až 1970 získal s Celtikem 5 mistrovských titulů v řadě a také Pohár mistrů evropských zemí 1967. S Celtikem získal třikrát skotský ligový pohár a jednou skotský pohár. V roce 1967 byl vyhlášen skotským fotbalisou roku. S Newcastle United získal dvakrát FA Cup. Za seniorskou reprezentaci Skotska nastoupil v letech 1967–1968 v 5 utkáních. V roce 1948 startoval v týmu Spojeného království na Letních olympijských hrách 1948 v Londýně, chytal ve 2 utkáních a tým skončil na 4. místě.

## Ligová bilance
| Ročník                   | Zápasy | Góly | Klub                |
| ------------------------ | ------ | ---- | ------------------- |
| 1. skotská liga 1946/47  | 20     | 0    | Queen's Park FC     |
| 1. skotská liga 1947/48  | 22     | 0    | Queen's Park FC     |
| 2. skotská liga 1948/49  | 16     | 0    | Queen's Park FC     |
| 2. skotská liga 1949/50  | 20     | 0    | Queen's Park FC     |
| 1. skotská liga 1950/51  | 21     | 0    | Third Lanark AC     |
| 1. anglická liga 1951/52 | 39     | 0    | Newcastle United FC |
| 1. anglická liga 1952/53 | 37     | 0    | Newcastle United FC |
| 1. anglická liga 1953/54 | 42     | 0    | Newcastle United FC |
| 1. anglická liga 1954/55 | 35     | 0    | Newcastle United FC |
| 1. anglická liga 1955/56 | 37     | 0    | Newcastle United FC |
| 1. anglická liga 1956/57 | 35     | 0    | Newcastle United FC |
| 1. anglická liga 1957/58 | 34     | 0    | Newcastle United FC |
| 1. anglická liga 1958/59 | 0      | 0    | Newcastle United FC |
| 1. anglická liga 1959/60 | 3      | 0    | Newcastle United FC |
| 1. skotská liga 1960/61  | 28     | 0    | Hibernian FC        |
| 1. skotská liga 1961/62  | 34     | 0    | Hibernian FC        |
| 1. skotská liga 1962/63  | 30     | 0    | Hibernian FC        |
| 1. skotská liga 1963/64  | 31     | 0    | Hibernian FC        |
| 1. skotská liga 1964/65  | 8      | 0    | Celtic FC           |
| 1. skotská liga 1965/66  | 30     | 0    | Celtic FC           |
| 1. skotská liga 1966/67  | 33     | 0    | Celtic FC           |
| 1. skotská liga 1967/68  | 33     | 0    | Celtic FC           |
| 1. skotská liga 1968/69  | 12     | 0    | Celtic FC           |
| 1. skotská liga 1969/70  | 2      | 0    | Celtic FC           |
| CELKEM 1. anglická liga  | 262    | 0    |                     |
| CELKEM 1. skotská liga   | 304    | 0    |                     |
| CELKEM 2. skotská liga   | 36     | 0    |                     |

## Trenérská kariéra
Po skončení aktivní kariéry z důvodu zranění působil v letech 1971–1972 jako trenér ve skotském týmu Hamilton Academical FC